# Невменная нотация

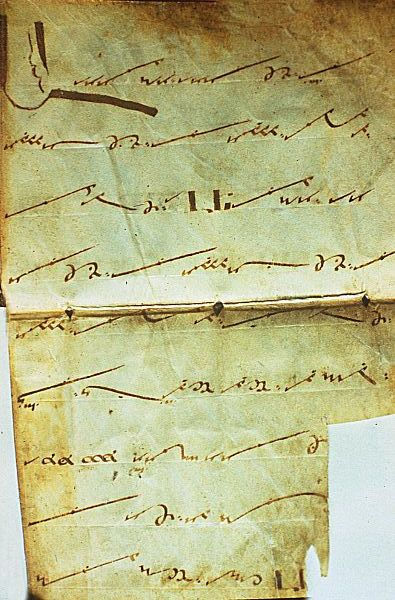
Армянские невмы, рукопись около XI века

Не́вменная нота́ция (лат. neuma, от др.-греч. νεῦμα; первоначально — знак головой [кивок] или глазами) — тип музыкальной нотации, в которой основным элементом нотной графики (графемой) служит невма (1). Использовалась в средневековой Европе начиная с эпохи Каролингского Возрождения главным образом для записи церковной монодической музыки — григорианского хорала. Невмы применялись также в Византии (см. Византийская музыка), на Руси (см. Знаменное пение), в средневековой Армении (см. Хазы).

## Общая характеристика
В отличие от ноты в классической 5-линейной нотации невма не указывает точных высот и длительностей звуков. Она предназначена для того, чтобы напомнить певчему об уже известной ему (ранее разученной) мелодии.
Невма может заключать в себе указание на одну только высоту (звукоступень) или на мелодический ход (фразу). К одному слогу распеваемого текста может быть привязана одна невма или совокупность невм (см. Мелизматическое пение). Невма, указывающая на одну только высоту (один звук), называется простой. Невма, символизирующая 2—4 звука (реже больше) — составной. Составная невма, в которой графемы пишутся отдельно друг от друга, называется конъюнктурой. Составная невма со слитным написанием нескольких графем именуется лигатурой.
Невмы тесно связаны с распеваемым (преимущественно молитвословным) текстом. Специальные невмы и дополнительные символы (в том числе буквы латинского алфавита) на базовых невмах могут содержать указания на те или иные особенности исполнения, касающиеся агогики, динамики, мелизматики, «риторического» и литургического значения конкретного места в тексте. Существовали невмы, которые указывали певчему и способ грамотного, неискажённого произнесения (как правило, латинского) текста. Все эти тонкие особенности были утрачены с установлением линейной нотации, для которой система исполнительских графем была создана заново (в течение нескольких столетий).
Невменная нотация применялась в Средние века (на Западе наиболее активно в X—XII веках) для записи богослужебных песнопений (главным образом, одноголосных) в христианских церквах Запада и Востока (в Византии, Руси и других странах). Древнерусская невменная нотация, применявшаяся для записи знаменного распева, получила название крюковой (графема типа невмы получила оригинальное название «крюк»).
В странах западной Европы невменная нотация не была стабильной и унифицированной системой. Она рассматривается как конгломерат различных локальных традиций, так называемых невменных школ.

## Обзор традиций

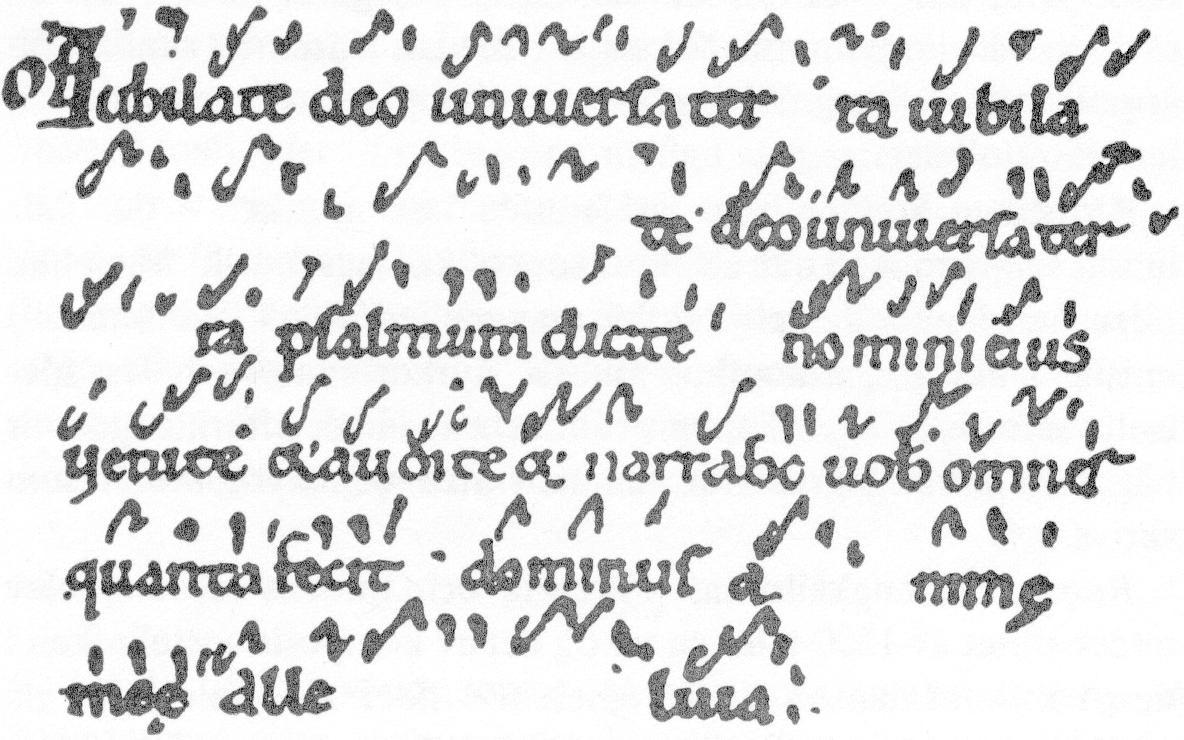
Илл. 1. Образец невменной адиастематической нотации

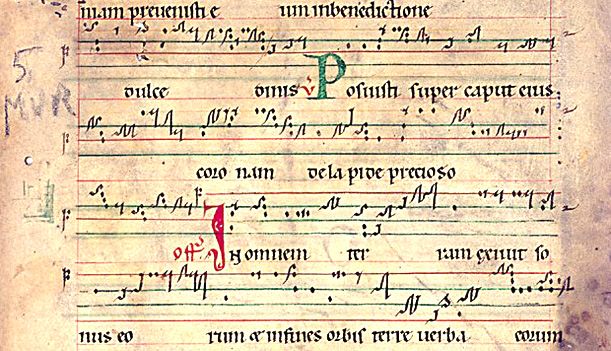
Илл. 2. Невменно-линейная нотация (XII век; традиционные невмы "посажены" на линейки нотоносца, с использованием цветной ключевой линейки F)

Различают следующие традиции западной невменной нотации:
- палеофранкская (Б. Штебляйн считал её наиболее древней);
- бретонская (от французской провинции Бретань);
- аквитанская (по названию исторической области Аквитания);
- санкт-га́лленская (по названию монастыря Св. Галла), или немецкая;
- мецская (от города Мец), или лотарингская (по названию исторической области Лотарингия);
- мосарабская (то есть неарабская, христианская), или испанская;
- центральноитальянская (Рим);
- южноитальянская, или беневентанская (по названию монастыря в Беневенте).

Лучше других невменных традиций представлена в аутентичных рукописях и исследована санкт-галленская традиция невменной нотации.
С точки зрения эволюции музыкальной логики различают следующие подвиды (= фазы развития) западной невменной нотации:
- адиастематическая (от др.-греч. διάστημα — промежуток, интервал); из взаиморасположения невм нельзя составить представление о направлении мелодического движения, не говоря уже о точных музыкальных интервалах; наиболее ранняя фаза невменной нотации (см. иллюстрацию 1);
- диастематическая; невмы скоординированы между собой по вертикали, что дает ясное представление о мелодическом развёртывании и более или менее уверенное — о музыкальных интервалах;
- смешанная, или невменно-линейная (фаза 1); помимо диастематического расположения невм добавлена одна или две цветных путеводных линейки (обычно F и C), относительно которых достаточно уверенно интерпретируются другие высоты; изобретение этого типа нотации приписывается Гвидо Аретинскому;
- смешанная, или невменно-линейная (фаза 2); оригинальные невмы расположены на линейном нотоносце с ключами F и/или C (см. иллюстрацию 2); количество линеек переменно (три или четыре); высотное местоположение ключевой линейки — во избежание добавочных линеек — варьируется; звуковысотность уверенно расшифровывается.

К невменной нотации также условно относят квадратную нотацию. Квадратная нотация — логически завершающая фаза невменной системы: унифицированные (стилизованные) невмы располагаются на четырёхлинейном нотоносце с ключами F и C, что делает возможным точную интерпретацию звуковысотности. Именно в этой, «нормализованной» форме невм до недавнего времени записывался весь певческий обиход католиков (в том числе, все печатные книги).
Особая разновидность невменно-линейной нотации — готическая нотация, получившая распространение в Германии и контролируемых ею землях в XII—XV вв. На Западе готическая нотация известна также под названием Hufnagelschrift. Этим специфическим названием она обязана (основной графеме) вирге, напоминающей очертаниями подковный гвоздь (нем. Hufnagel).
Неоднозначность интерпретации памятников невменной нотации (особенно самых древних), скудость свидетельств средневековой теории музыки (в которой вопросы нотации начали активно разрабатываться только в связи с фиксацией ритма в многоголосии, см. Модальная нотация, Мензуральная нотация) даёт простор для новейших «аутентичных» интерпретаций этих памятников, с учётом предполагаемого византийского и арабского влияния на григорианский хорал.

## Классификация и интерпретация западных невм

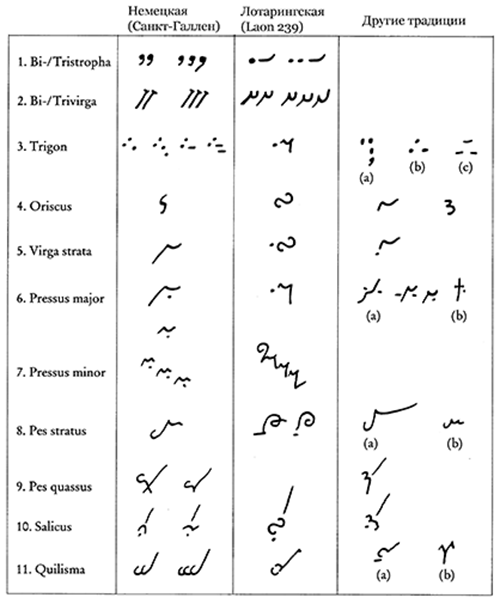
Орнаментальные невмы IX—XI вв. (выборка)

По количеству звуковысот, охватываемых одной графемой, невмы делят на простые (один звук) и составные (несколько звуков). Составные невмы по способу письма делят на лигатуры (пишут слитно, не отрывая пера) и конъюнктуры (пишут раздельно). По признаку функционирования в музыке выделяют группу орнаментальных невм (лат. quilisma, oriscus, pressus, virga strata, salicus, trigon) и группу ликвесцентных невм (epiphonus, cephalicus, ancus). Последние «инструктировали» певчего, как ему произносить то или иное латинское слово; например, слово adiutor распевать на три (a-dju-tor), а не на четыре (a-di-u-tor) слога. Обособленную группу составляют невмы для повторения звука, привязанного к одному слогу, на одной высоте (оригинальный средневековый термин — repercussio) — двукратного (distropha или bistropha, bivirga) или трёхкратного (tristropha, trivirga); современные источниковеды называют их «строфическими». Строфические невмы иногда объединяют с орнаментальными (см. иллюстрацию).
Бо́льшую часть невм (например, virga, pes, clivis) палеографы интерпретируют согласно и однозначно, в то время как некоторые другие — особенно орнаментальные — предмет непрекращающейся научной полемики. Например, квилизму (лат. quilisma), которая в невменных памятниках никогда не употребляется сама по себе, но всегда связана лигатурой с последующей невмой (обычно это pes), одни учёные (Л. Августони, Й. Б. Гёшль) интерпретируют как полутоновое глиссандо (от высоты, означенной квилизмой, к высоте означенной pes'ом), другие (Э. Кардин) — как «лёгкую» проходящую ноту (линейный неустой) между предыдущей и последующей нотами, трактуемыми как ладомелодические устои, третьи (Д. Хайли) считают, что квилизма (в наиболее употребительных, малотерцовых, ходах) просто сигнализировала диатонический полутон. Известный немецкий медиевист П. Вагнер в начале XX века (по-видимому, захваченный тогдашней «микрохроматической» модой) выдвинул гипотезу, что некоторые невмы (например, тригон) предполагают «ход на четвертитон». Современная наука считает, что оснований для такого рода предположений в средневековой теории музыки и в самих памятниках нотации недостаточно.

## Графемы невм вквадратной нотации(выборка)

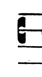
Ключ C
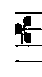
Ключ F
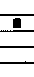
Punctum
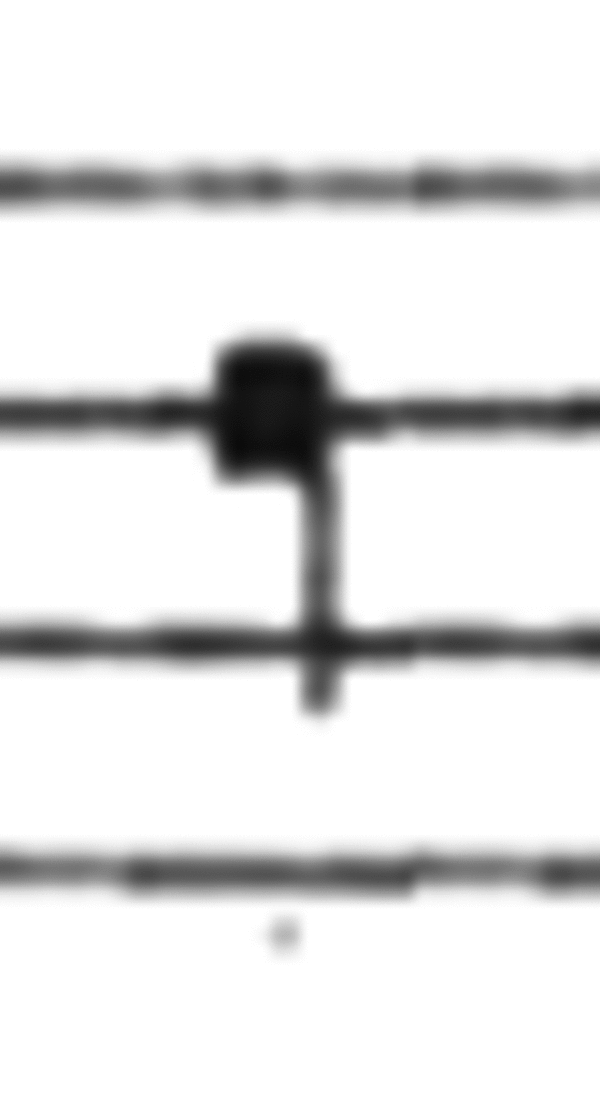
Virga
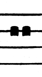
Bipunctum
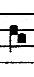
Clivis, или flexa
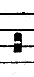
Pes, или podatus
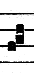
Scandicus
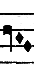
Climacus
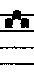
Torculus
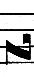
Porrectus
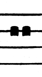
Distropha, или bistropha
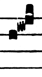
Quilisma (2-я графема)
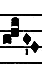
Scandicus subbipunctis
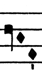
Эпиземированный climacus (1)
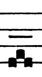
Эпиземированный torculus (2)
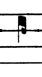
Cephalicus (ликвесцентный clivis)
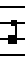
Epiphonus (ликвесцентный pes)
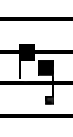
Ancus (ликвесцентный climacus)
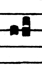
Pressus

## Издания
- Paléographie musicale (серия факсимильных изданий важнейших средневековых европейских рукописей, в невменной и квадратной нотации).
- Cardine E. Graduale neumé. Solesmes, [1966] (репринт Graduale Romanum 1908 года, без ординария и новых распевов проприя, с санкт-галленскими невмами, расставленными рукой Э. Кардина, а также с некоторыми его комментариями).
- Monumenta monodica Medii Aevi (критические транскрипции памятников невменной нотации в классической 5-линейной нотации).